# مقبس 8
مقبس 8(بالإنجليزية: Socket 8) وهو من إنتاج شركة إنتل, وكان يستخدم فقط لوحدات المعالجة المركزية بنتيوم برو وبنتيوم 2 أوفر درايف من شركة إنتل. وأوقفت شركة إنتل استخدام هذا المقبس في معالجاته بنتيوم 2 واستخدمت بدلا منه شق 1. فإنقطعت الصلة بين الوحدات القديمة والجديدة، مما منع إسختدام وحدات بانتيوم برو القديمة في أنظمة لوحات الأم الأجدد. ولكن قامت بعض الشركات بخطوة ذكية، فهي أنتجت بطاقات سوكت كت تركب في شق 1 ويوجد عليها مقبس 8 لكي يركب عليه معالجات بنتيوم برو, مما أمن للميتخدمي البنتيوم برو خيار شراء لوحة ام جديدة دون الحاجة إلى تغير وحدة المعالجة المركزية.
وهو مطاوِل الشكل ويحتوي على 387 ثقب. وكانت سرعت ناقله الأف أس بي بين 60 هرتز و 66 MHz ويستخدم جهدين كهربائيين بقيمة 3.3 فولت و 3.1 فولت. وكان هذا المقبس يستخدم ترتيب أبر فريد من نوعه فيستخدم شبكة إبر مصفوفة في نصفه الأول وشبكة إبر مصفوفة متداخلة في النصف الثاني.